# Alexandra Park (actriz)
Alexandra "Alex" Park (Sídney, 14 de mayo de 1989) es una actriz australiana, conocida por interpretar a la princesa Eleanor en la serie The Royals.

## Carrera
En 2009, apareció como personaje recurrente en la popular serie australiana Home and Away, donde interpretó a la joven Claudia Hammond, una ayudante de Martha MacKenzie en la granja; hasta ese mismo año después de que su personaje decidiera irse de la bahía para mudarse a Dubbo y así estar cerca de su familia. 
El 20 de septiembre de 2013, Alexandra regresó a la serie ahora interpretando a Robyn Sullivan, la exnovia de Chris Harrington (Johnny Ruffo) que llega a la bahía para intentar recuperarlo hasta el 17 de octubre de 2013. En 2011 se unió al elenco de la segunda temporada de la serie The Elephant Princess, donde interpretó a Veronica. En 2015 se unió al elenco principal de la serie The Royals, donde interpreta a la rebelde princesa Eleanor Henstridge, hasta ahora.

## Filmografía

### Series de televisión
| Año         | Título                | Personaje                   | Notas                     |
| ----------- | --------------------- | --------------------------- | ------------------------- |
| 2015 - 2018 | The Royals            | Princesa Eleanor Henstridge | 40 episodios              |
| 2013        | Wonderland            | Jodie                       | episodio "Comfort Zone"   |
| 2011        | Packed to the Rafters | Courtney                    | episodio "Risky Business" |
| 2011        | The Elephant Princess | Veronica                    | 23 episodios              |
| 2009        | Home and Away         | Claudia Hammond             | 23 episodios              |

### Películas
| Año  | Título                 | Personaje | Notas |
| ---- | ---------------------- | --------- | --- |
| 2012 | Arc                    | Sienna    | corto - junto a Ashley Cheadle, Isabelle Cornish, Amber L'Estrange, James Maclurcan, Erin Mullally y Lucas Pittaway |
| 2017 | 12 Pies de Profundidad | Jonna     | Director Matt Eskandari                                                                                             |
| 2018 | Ben Is Back            | Cara K    | junto a Lucas Hedges, Julia Roberts, Kathryn Newton y Courtney B. Vance                                             |